# Deutscher Wirtschaftsbuchpreis
Der Deutsche Wirtschaftsbuchpreis wird gemeinsam vom Handelsblatt, Goldman Sachs, RoboMarkets Deutschland GmbH und der Frankfurter Buchmesse vergeben.

## Ziel
Der Deutsche Wirtschaftsbuchpreis wird seit 2007 vergeben. Initiatoren waren das Handelsblatt, die Frankfurter Buchmesse und die Strategieberatung Booz. Letztere wurde 2011 von Goldmann Sachs abgelöst. Der Preis steht unter dem Motto „Wirtschaft verstehen“.  Der Deutsche Wirtschaftsbuchpreis soll die Bedeutung des Wirtschaftsbuchs bei der Vermittlung ökonomischer Zusammenhänge unterstreichen und das Verständnis von Wirtschaft in der breiten Öffentlichkeit in beispielhafter Weise fördern. Zu den Auswahlkriterien gehören deshalb neben innovativer Themensetzung oder einem neuen Blickwinkel auch Verständlichkeit und Lesbarkeit. Der Literaturpreis ist mit 10.000 € Preisgeld dotiert.

## Auswahlverfahren
Verlage können sich mit maximal drei aktuellen, auch angekündigten, Titeln für den Deutschen Wirtschaftsbuchpreis bewerben.  Autoren können sich nicht bewerben. Die Redaktion des Handelsblatts stellt daraus eine zehn Titel umfassende Shortlist zusammen und rezensiert diese. Eine Jury aus Vertretern aus Wirtschaft und Wissenschaft unter dem Vorsitz des Handelsblatt-Herausgebers vergibt den Preis. Die Preisverleihung findet während der Frankfurter Buchmesse statt.
2020 wurde erstmals ein undotierter Sonderpreis für das Unternehmerbuch des Jahres vergeben; diesen erhielt die Unternehmerin und Autorin Verena Pausder für Das Neue Land. Wie es jetzt weitergeht! Im Jahr 2021 erhielt Bill Gates den Sonderpreis für das „Unternehmerbuch des Jahres“. 2022 wurde erstmals ein undotierter Leserpreis an Katja Diehl verliehen.

## Preisträger
| Jahr | Preisträger/-in                                               | Titel |
| ---- | ------------------------------------------------------------- | --- |
| 2007 | Daniel Schäfer                                                | Die Wahrheit über die Heuschrecken                                                                                                 |
| 2008 | Winand von Petersdorff-Campen                                 | Das Geld reicht nie |
| 2009 | Nikolaus Piper                                                | Die Große Rezession: Amerika und die Zukunft der Weltwirtschaft                                                                    |
| 2010 | Susanne Schmidt                                               | Markt ohne Moral: Das Versagen der internationalen Finanzelite                                                                     |
| 2011 | Joachim Käppner                                               | Berthold Beitz: Die Biographie |
| 2012 | Tomáš Sedláček                                                | Die Ökonomie von Gut und Böse |
| 2013 | Daniel Zimmer                                                 | Weniger Politik!: Plädoyer für eine freiheitsorientierte Konzeption von Staat und Recht                                            |
| 2014 | Michael Lewis                                                 | Flash Boys: Revolte an der Wall Street                                                                                             |
| 2015 | Erik Brynjolfsson; Andrew McAfee                              | The Second Machine Age: Wie die nächste digitale Revolution unser aller Leben verändern wird                                       |
| 2016 | Christoph Keese                                               | Silicon Germany – Wie wir die digitale Transformation schaffen                                                                     |
| 2017 | Yuval Noah Harari                                             | Homo Deus – Eine Geschichte von Morgen                                                                                             |
| 2018 | Stefan Baron und Guangyan Yin-Baron                           | Die Chinesen – Psychogramm einer Weltmacht                                                                                         |
| 2019 | Paul Collier                                                  | Sozialer Kapitalismus! Mein Manifest gegen den Zerfall unserer Gesellschaft                                                        |
| 2020 | Abhijit Banerjee und Esther Duflo Sonderpreis: Verena Pausder | Gute Ökonomie für harte Zeiten: Sechs Überlebensfragen und wie wir sie besser lösen können Das Neue Land. Wie es jetzt weitergeht! |
| 2021 | Markus Brunnermeier                                           | Die resiliente Gesellschaft. Wie wir künftige Krisen besser meistern können                                                        |
| 2022 | Lee Kai-Fu und Qiufan Chen                                    | KI 2041: Zehn Zukunftsvisionen |
| 2023 | Felix Lee                                                     | China, mein Vater und ich – über den Aufstieg einer Supermacht und was Familie Lee aus Wolfsburg damit zu tun hat                  |
| 2024 | Ed Conway                                                     | Material World - wie sechs Rohstoffe die Geschichte der Menschheit prägen                                                          |